# ヤクブ・アイェグベニ
ヤクブ・アイェグベニ（Yakubu Aiyegbeni, 1982年11月22日 - ）は、ナイジェリア・ベニンシティ出身の元サッカー選手。元同国代表。現役時代のポジションはフォワード。

## 経歴
ナイジェリア代表において、オバフェミ・マルティンスの相方として活躍しているフォワード。
2007年8月29日、ミドルズブラFCから、クラブ史上最高額となる1125万ポンド（約26億2000万円）でエヴァートンFCに移籍。
マッカビ・ハイファFCに所属していたときにはUEFAチャンピオンズリーグでハットトリックを達成している。
2015年2月2日、チャンピオンシップのレディングFCにシーズン末までの契約で加入した。5月21日にダニー・ガスリーやザット・ナイトと共にレディングを退団し、8月31日にスュペル・リグのカイセリスポルと1年契約を結んだ。
2017年2月13日、フットボールリーグ1で最下位からの巻き返しを図るコヴェントリー・シティFCとシーズン終了までの契約を交わした。

## 代表歴

### 出場大会
- U-23ナイジェリア代表
  - 2000年 シドニーオリンピック・サッカー（ベスト8）
- ナイジェリア代表
  - 2008年 アフリカネイションズカップ・ガーナ大会（ベスト8）

### 試合数
- 国際Aマッチ 57試合 21得点（2000年-2012年）[5]

| ナイジェリア代表 | 国際Aマッチ | 国際Aマッチ |
| 年               | 出場        | 得点        |
| ---------------- | ----------- | ----------- |
| 2000             | 1           | 0           |
| 2001             | 6           | 3           |
| 2002             | 6           | 1           |
| 2003             | 5           | 5           |
| 2004             | 4           | 2           |
| 2005             | 3           | 0           |
| 2006             | 2           | 2           |
| 2007             | 4           | 1           |
| 2008             | 12          | 3           |
| 2009             | 2           | 1           |
| 2010             | 11          | 3           |
| 2011             | 0           | 0           |
| 2012             | 1           | 0           |
| 通算             | 57          | 21          |

## タイトル

### クラブ
マッカビ・ハイファ
- イスラエル・プレミアリーグ 2000-01, 2001-02
- グヴィア・ハトト（英語版） 2002

ポーツマス
- フットボールリーグ・ディヴィジョン1 : 2002-03